# مروان دهار
مروان دهار لاعب كرة قدم جزائري ويلعب حاليا لنادي شباب قسنطينة.

## وصلات خارجية
- مروان دهار على موقع قاعدة بيانات كرة القدم.إي يو (الإنجليزية)
- مروان دهار على موقع Soccerway.com (الإنجليزية)

1. ↑  كورة : موقع كرة القدم العربي الأولنسخة محفوظة 04 مارس 2016 على موقع واي باك مشين.